# Etienne Aigner
Etienne Aigner (aus dem franz. [ε:nie:] ausgesprochen) (* 8. November 1904 in Érsekújvár; † 5. November 2000 in New York City) war ein Modeschöpfer ungarischer Herkunft, der vor allem mit hochwertigen Lederaccessoires international bekannt wurde. 
Aigner gründete 1950 in New York die Etienne Aigner, Inc., die er 1967 an US-amerikanische Investoren verkaufte. Für den weltweiten Markt außer Nordamerika hatte Aigner 1965 eine Lizenz an einen deutschen Unternehmer vergeben, der daraufhin die heutige Etienne Aigner AG in München gründete. Sowohl die amerikanische als auch die deutsche Sparte des Unternehmens existieren bis heute unabhängig voneinander und stellen unter dem Namen Etienne Aigner (für den nordamerikanischen Markt) bzw. Aigner (für den weltweiten Vertrieb außer Nordamerika) Lederwaren sowie Modeartikel her, die sich in Design und Preislage voneinander unterscheiden, und verkaufen diese auf getrennten Absatzmärkten über eigene oder Franchise-Ladengeschäfte, den Fachhandel und den jeweils eigenen Onlineshop.

## Gründer und Unternehmen
Etienne Aigner wurde 1904 in Érsekújvár im Königreich Ungarn (heute Nové Zámky, Slowakei) als Sohn eines Rechtsanwalts geboren und wuchs mit zwei Geschwistern in Budapest auf. Er arbeitete zunächst als Buchbinder, wodurch er mit der Lederverarbeitung vertraut wurde, und zog in den 1930er Jahren mit seinem Bruder Lucien Aigner nach Paris, um diese Tätigkeit zunächst fortzusetzen. Aigner wechselte vom jüdischen zum katholischen Glauben und heiratete 1938 die Französin Suzanne Richardot, mit der er eine Tochter bekam. In den Kriegszeiten zog er sich mit seiner Frau in die französische Provinz zurück und schloss sich der Résistance an. Zurück in Paris begann er kurz nach dem Zweiten Weltkrieg, hochwertige Ledertaschen und Gürtel herzustellen. Bekannte Modehäuser wie Christian Dior, Jacques Fath, Lanvin, Rochas oder Edward Molyneux kauften ihm seine Entwürfe ab. 
1950 zog Aigner mit Familie samt Bruder und Schwester nach New York, entwickelte unter anderem dunkelrote Ledertaschen mit offenkantiger Verarbeitung und gründete nach einigen Anfangsschwierigkeiten das nach ihm benannte Unternehmen. Bekannt wurde sein Monogramm in Form eines zu einem Hufeisen stilisierten „A“. Aigner-Produkte waren in der Folge im gehobenen amerikanischen Einzelhandel zu kaufen.
1965 vergab Aigner seinen Markennamen und das Logo als Lizenz an den deutschen Handelsvertreter Heiner Rankl aus Landsberg am Lech, der in München die Etienne Aigner GmbH als deutsches Unternehmen gründete, das 1979 zur  Etienne Aigner AG ausgebaut wurde und 1983 in Deutschland an die Börse ging. 1972 wurde von München aus die Etienne Aigner Italy Srl in Italien gegründet und das Aigner-Angebot um dort gefertigte Koffer und Schuhe, Tücher und Krawatten erweitert. Der Einstieg in den Kosmetikmarkt erfolgte 1975 und drei Jahre später kam die Aigner-Damenmode hinzu. 1990 veröffentlichte Volkswagen eine „Etienne Aigner“-Sonderedition des VW Golf I Cabrio. 
Die amerikanische Sparte, Etienne Aigner, Inc., verkaufte der inzwischen 63-jährige Aigner 1967 an das amerikanische Unternehmen Villager, welches die Produktpalette um Schuhe und Accessoires erweiterte. Villager wurde 1969 von dem amerikanischen Unternehmen Jonathan Logan übernommen, welches die amerikanische Marke Aigner weiter ausbaute und 1984 an United Merchants & Manufacturers verkauft wurde. 1988 übernahm Charterhouse Group International, Inc. für 80 Millionen US-Dollar das amerikanische Unternehmen Etienne Aigner, 1991 die britische Hartstone Group. 2004 kaufte die amerikanische Wooster Investments Gruppe die Etienne Aigner, Inc. Über die Jahre sanken die Qualität und damit die Preise der amerikanischen Aigner-Produkte, die in Massenfertigung hergestellt wurden.
Während die deutsche Sparte sich mit in Italien handgefertigten Aigner-Produkten in der obersten Preis- und Qualitätsklasse bewegte, war die amerikanische Marke Aigner im mittleren bis unteren Preissegment angesiedelt und wurde in amerikanischen Kaufhäusern des Mittelsegments wie etwa Macy’s oder Lord & Taylor angeboten. In den 1990er Jahren wurden die Produkte der Etienne Aigner, Inc. in Südamerika und Fernost produziert. In den 2000er Jahren gab es eine niedrigpreisige Zweitlinie mit Schuhen namens EA by Etienne Aigner. Versuche, die amerikanische Schwestermarke zu übernehmen, hatte es von der Münchner Aigner AG mehrmals gegeben. Erst nach einem Kauf des amerikanischen Unternehmens im Jahr 2011 durch australische Investoren wurde auch das Qualitäts- und Preisniveau der amerikanischen Aigner-Produktpalette (Lederwaren, Schuhe, Accessoires und ab Winter 2013 auch Damenmode) angehoben, wenngleich die Artikel aus italienischen Materialien in China hergestellt werden. Die beiden Unternehmen arbeiten bis heute völlig separat voneinander. Ende der Achtziger Jahre wurde Evi Brandl, die Inhaberin des Münchener Fleischunternmehmens Vinzenzmurr, zunächst Mehrheits-Eignerin des Luxus-Labels und hält heute faktisch sämtliche Aktien. Das Unternehmen gilt heute als eines der wenigen erfolgreichen, international anerkannten deutschen Luxuslabels.
Etienne Aigner starb im Jahr 2000 in New York City. Er hatte seit dem Verkauf der amerikanischen Sparte 1967 mit dem Unternehmen Aigner nichts mehr zu tun, erhielt aber die Lizenzeinnahmen der deutschen Sparte. Er lebte bis zu seinem Tod abwechselnd in New York, Paris und Cannes.

## Aussprache des Markennamens
Im deutschen Sprachraum wird der Markenname  [eˈtjɛn ˈaignɐ] ausgesprochen, im englischen, besonders nordamerikanischen, Sprachraum spricht man [eˈtjɛn ʌn'jeɪ].